# Erylus citrus
Erylus citrus är en svampdjursart som beskrevs av Adams och Hooper 200. Erylus citrus ingår i släktet Erylus och familjen Geodiidae. Inga underarter finns listade i Catalogue of Life.